# Werner Krieglstein
Werner Krieglstein, född 31 oktober 1941 i Blatnice, är en amerikansk filosof, professor och författare. Han är grundare av den nynietzscheanska filosofiska skolan transcendental perspektivism.

## Biografi
Werner Krieglstein föddes år 1951 i Blatnice i dåvarande Sudetenland. 
Han har blivit känd för att förena Friedrich Nietzsches perspektivism och transcendentalismens utopiska ideal.